# 森本宏
森本 宏（もりもと ひろし、1968年8月25日 -）は、日本の検察官、法務官僚。東京地方検察庁特捜部長、法務省刑事局長等を経て、法務事務次官。

## 来歴・人物
岐阜県益田郡萩原町（現下呂市萩原町）出身。1986年岐阜県立益田高等学校卒業。1989年旧司法試験第2次試験合格。1990年名古屋大学法学部卒業。
司法修習生44期を経て（修習期間：1990年4月-1992年3月）、1992年東京地方検察庁検事任官。当初は弁護士志望だったが、高校の先輩にあたる、検察官の熊﨑勝彦（後に最高検察庁公安部長）の勧めで、検察官に任官した。
国会答弁等を行う通称「赤レンガ組」の法務官僚としての評価と、現場派の検事としての評価の両方が高い異色の検察官とされる。仕事の「パンチ力」と髪型から「パンチ森本」と渾名される。
内閣官房副長官秘書官、法務省刑事局参事官兼文化庁文化審議会著作権分科会法制問題小委員会委員等を歴任する一方、東京地検特捜部に5回在籍して、福島県知事汚職事件、村上ファンド事件、守屋武昌（防衛事務次官）汚職事件などの捜査を担当。村上世彰の取り調べにもあたった。
1998年静岡地方検察庁検事。1999年東京地方検察庁検事兼法務省刑事局付。2001年東京地方検察庁検事、法務省大臣官房秘書課付。2005年東京地方検察庁検事、法務省大臣官房付、法務省大臣官房秘書課付。同年東京地方検察庁検事。2008年東京地方検察庁検事、法務省刑事局付兼法務省刑事局参事官。2009年7月から法務省大臣官房参事官兼法務省刑事局総務課企画調査室長、2011年4月から東京地検検事。その後東京地検特捜副部長として猪瀬直樹東京都知事が関与した徳洲会事件選挙違反事件等を担当。
2013年東京高等検察庁検事兼東京地検検事。2015年1月東京高等検察庁検事、法務省刑事局刑事課長に就任。2015年10月東京高等検察庁検事、法務省刑事局総務課長。2017年1月東京地検総務部長。2017年9月東京地検特捜部長に就任。就任会見で「捜査手法は変化しているが、新しい時代に対応できるよう取り組んでいく」と述べた抱負通り、2018年に新たに導入された司法取引を活用するなどし、特捜部長時代にはリニア中央新幹線談合事件、スーパーコンピューター助成金詐欺事件、文部科学省汚職事件、カルロス・ゴーン事件、IR汚職事件など多くの事件を指揮した。2020年7月津地方検察庁検事正。2021年7月東京地方検察庁次席検事。2023年7月最高検察庁刑事部長。2024年7月9日法務省刑事局長。2025年7月法務事務次官。

## 親族
妻は検察官の森本加奈法務総合研究所長。